# Александар Ивовић
Александар Ивовић (Баошићи, 24. фебруар 1986) црногорски је ватерполиста. Тренутно наступа за Про Реко.
Са јуниорском репрезентацијом Србије и Црне Горе освојио је Европско првенство 2004. на Малти. Са репрезентацијом Црне Горе освојио је златну медаљу на Европском првенству 2008. у Малаги.
На Летњим олимпијским играма 2012. године са репрезентацијом Црне Горе освојио је четврто место, и уврштен је у идеални тим турнира.
Ивовић је своју сениорску каријеру почео у Јадрану из Херцег Новог. Наставио ју је у Про Реку са којим је освојио три узастопна првенства Италије и две Евролиге. Због проблема у које је упао Про Реко повлачењем главног финансијера Габријелеа Волпија, Ивовић је каријеру наставио у дубровачком Југу. После једне сезоне вратио се у Про Реко.